# Ним (округ)
Ним (фр. Nîmes) — округ (фр. Arrondissement) во Франции, один из округов в регионе Лангедок-Руссильон. Департамент округа — Гар. Супрефектура — Ним.
Население округа на 2006 год составляло 505 853 человек. Плотность населения составляет 161 чел./км². Площадь округа составляет всего 3133 км².